# 罗伯特·梅萨克
罗伯特·梅萨克（英語：Robert Maysack，1872年11月25日—1960年12月24日），美国男子体操运动员。他曾获得1904年夏季奥运会体操比赛男子团体全能铜牌。他也在该届奥运会参加了田径比赛。